# Hans Klenk
Hans Klenk (Künzelsau, 29 oktober 1919 - Vellberg, 24 maart 2009) was een autocoureur uit Duitsland. Hij reed onder andere in de Formule 1 in zijn thuisrace in 1952, maar scoorde hierin geen punten. Tot zijn dood woonde hij in Vellberg in Duitsland.